# Plaridel, Quezon
Plaridel là một đô thị cấp năm ở tỉnh Quezon, Philippines. Theo điều tra dân số năm 2007, đô thị này có dân số 10.069 người.

## Các đơn vị hành chính
Plaridel, về mặt hành chính, được chia thành 9 khu phố (barangay).
- Concepcion
- Duhat
- Ilaya
- Ilosong
- Tanauan
- Central (Pob.)
- Paang Bundok (Pob.)
- Paaralan hoặc Pampaaralan (Pob.)
- M. L. Tumagay (Pob.)